# Прадамано
Прадамано (итал. Pradamano) —  коммуна в Италии, располагается в регионе Фриули-Венеция-Джулия, в провинции Удине.
Население составляет 3479 человек (2008 г.), плотность населения составляет 185 чел./км². Занимает площадь 16 км². Почтовый индекс — 33040. Телефонный код — 0432.
Покровительницей коммуны почитается святая Цецилия Римская, празднование 22 ноября.

## Демография
Динамика населения:

## Администрация коммуны
- Официальный сайт: http://www.comune.pradamano.ud.it/ Архивная копия от 11 декабря 2010 на Wayback Machine